# 丁明德 (1956年)
丁明德（1956年—），男，汉族，河南永城人，中华人民共和国政治人物。中央党校经济管理专业毕业。曾任安徽省宿州军分区政委，第十一届全国人民代表大会解放军代表。

## 生平
2008年当选为第十一届全国人大代表。